# Белая графиня
«Бе́лая графи́ня» (англ. The White Countess) — военно-историческая драма о русском Шанхае, снятая режиссёром Джеймсом Айвори по сценарию будущего нобелевского лауреата Кадзуо Исигуро. Мировая премьера фильма состоялась 30 октября 2005 года. Лента номинировалась на премию «Спутник» за лучший звук и лучшую работу художника по костюмам (Джон Брайт). Этот фильм стал последним для продюсера Исмаила Мерчанта, который умер вскоре после завершения основных съёмок.

## Сюжет
В середине 30-х годов XX века в Шанхае происходит знакомство ослепшего американского дипломата Тодда Джексона, недавно потерявшего семью, и русской эмигрантки графини Софьи Белинской. Для того чтобы поддержать семью умершего мужа, Софья работает танцовщицей. Выиграв на ипподроме крупную сумму денег, Тодд решает открыть элегантный ночной клуб для аристократов и предлагает Софье стать хозяйкой клуба. Софья принимает предложение, и в её честь Тодд называет клуб «Белая графиня». На фоне начинающейся Японо-китайской войны разворачивается история их любви.

## В ролях
| Актёр              | Роль                    |
| ------------------ | ----------------------- |
| Рэйф Файнс         | Тодд Джексон            |
| Наташа Ричардсон   | графиня Софья Белинская |
| Хироюки Санада     | Мацуда                  |
| Линн Редгрейв      | Ольга Белинская         |
| Ванесса Редгрейв   | Вера Белинская          |
| Мэделин Поттер     | Грушенька               |
| Мэделин Дэйли      | Катя                    |
| Аллан Кордюнер     | Самуэль Файнштайн       |
| Джон Вуд           | князь Пётр Белинский    |
| Кирилл Хмельницкий | Карманник               |